# 養源院
養源院（ようげんいん）は、京都市東山区三十三間堂廻り町にある浄土真宗遣迎院派の寺院。山号は南叡山。本尊は阿弥陀如来。三十三間堂の東向かいに位置する。養源院の寺名は浅井長政の院号から採られた。もとは天台宗であった。「血天井」「宗達寺」の通称で知られる。

## 歴史
文禄3年（1594年）に豊臣秀吉の側室・淀殿が父・浅井長政、祖父・浅井久政らの二十一回忌の供養のために秀吉に願って創建された。養源院とは浅井長政の院号であり、浅井氏の菩提寺である。開山は浅井氏の庶流にあたる比叡山の僧成伯法印（伝・長政弟）で、秀吉が寺領300石を寄進している。この後、毘沙門堂の脇門跡となっている。
元和2年（1616年）5月7日、江戸幕府第2代将軍徳川秀忠正室の崇源院（江、淀殿の妹）によって、昨年の慶長20年（1615年）5月に大坂夏の陣で自害した淀殿とその子・豊臣秀頼の菩提が弔われている。
元和5年（1619年）、落雷により焼失したが、元和7年（1621年）に崇源院の願により再興された。以後、徳川氏の菩提所ともなった。廊下の天井は、伏見城落城の際、自刃した武将たちの血のりのしみた板を使った「血天井」として有名である。本堂の襖12面、杉戸8面の絵（重要文化財）は俵屋宗達の作品である。
第11世住職・等順は、東叡山寛永寺護国院第13世から信濃国善光寺別当大勧進第80世に就いた時に、天明3年（1783年）の浅間山天明噴火や天明の大飢饉において民衆救済に尽力したことで知られ、お血脈、善光寺本堂での御開帳の由来である。
寛政9年（1797年）11月7日には光格天皇に三帰戒及び十念を授け奉り、養源院住職時代は皇族に尽くした名僧である。
元々は天台宗であったが、第二次世界大戦後の昭和20年（1945年）に浄土真宗遣迎院派に改宗した。

## 境内
- 本堂（重要文化財） - 元和5年（1619年）に破却された豊臣秀吉の伏見城の殿舎を移築したものとされる。特に「牡丹の間」は秀吉の学問所であったという。本堂左右と正面の廊下の天井は血天井として知られる。また、秀吉が伏見城に祀っていた大聖歓喜天を安置している。
  - 血天井 - 関ヶ原の戦いの前哨戦ともいわれる伏見城の戦いで鳥居元忠以下2,000人余りが城を死守し、最後に自刃した廊下の板の間を供養のために天井としたもので、武将達の遺体は残暑の残る8月から9月中旬まで放置されていたといわれ、そのため今も生々しい血の痕があちこちに残る。同様の血天井は宝泉院・正伝寺・源光庵にもある。
  - 鶯張廊下 - 日光東照宮の眠り猫で有名な江戸時代初期の大工・彫刻師である左甚五郎が作ったものと伝わる。
  - 襖絵と杉戸絵 - 俵屋宗達作の重要文化財があり、これも伏見城で自刃した将兵の霊を供養するために描かれたものと伝えられており、杉戸の象や唐獅子や麒麟などを図案化した構図は、表現の奇抜さでも知られている。平成22年（2010年）、この唐獅子図の隣りに、江戸時代よりたった一軒続いてきた唐紙屋となる唐長の唐紙師・トトアキヒコによる「星に願いを」が奉納された。またトトは、俵屋宗達の重要文化財である金地着色松図の唐紙修復も手がけている。
- 護摩堂（重要文化財）
- 庫裏
- 庭園（京都市指定名勝） - 小堀遠州の作庭によるとされている池泉回遊式庭園。東山連峰の阿弥陀ヶ峰を借景としている。
- 崇源院の墓 - 東福門院（徳川和子）が建立。
- 鐘楼（重要文化財）
- 大日如来堂
- 鎮守社 - 祭神：白鷹龍神、赤桃明神、白玉明神。京都市指定保存樹のヤマモモに祀られている。
- 中門（重要文化財）
- 勅使門（北門）
- 毘沙門天堂
- 白衣弁財天堂
- 弁天池
- 山門（南門、重要文化財）

## 文化財

### 重要文化財
- 養源院 4棟[6][7]
  - 客殿（本堂） - 西面に奥玄関、北面に奏者所、北東隅に内仏壇及び廊下がそれぞれ附属（附：鬼瓦）
  - 護摩堂（附：廊下）
  - 鐘楼堂
  - 中門（附：番所、築地塀2棟）
  - （附：表門）
- 金地着色松図（襖8面、戸襖4面）12面 - 俵屋宗達筆。
- 着色杉戸絵（表獅子・裏波に麒麟図、表獅子・裏白象図）4枚（8面） - 俵屋宗達筆。

### 京都市指定有形文化財
- 紙本金地著色唐獅子図（仏壇羽目板壁貼付）3面 - 狩野山楽筆。平成29年（2017年）3月31日指定[8]。

### 京都市指定名勝
- 養源院庭園 - 平成元年（1989年）4月1日指定。

### その他
- 紙本金地著色牡丹図（襖絵）2面 - 狩野山楽筆。牡丹の間。

## 前後の札所
- 通称寺の会（血天井、宗達寺）

## アクセス
- 京阪本線「七条」下車、徒歩
- 京都市営バス（急行100・206・208系統）「博物館三十三間堂前」下車、徒歩